# 영 필라델피안스
영 필라델피안스(The Young Philadelphians)는 미국에서 제작된 빈선트 셔먼 감독의 1959년 영화이다. 폴 뉴먼 등이 주연으로 출연하였고 제임스 건 등이 제작에 참여하였다.       

## 출연

### 주연
- 폴 뉴먼
- 바버라 러시

### 조연
- 알렉시스 스미스
- 브라이언 키스
- 다이앤 브루스터
- 빌리 버크
- 존 윌리엄스
- 로버트 본
- 아토 크루거
- 폴 퍼처니
- 로버트 더글러스
- 프랭크 칸로이
- 애덤 웨스트
- 앤서니 아이슬리
- 리처드 디컨

## 제작진
- 원작자: 리처드 파월
- 미술: 맬컴 C. 버트
- 의상: 하워드 슙